# 入谷敏男
入谷 敏男（いりたに としお、1932年7月30日 - 2003年9月23日）は、日本の心理学者、東海大学名誉教授。

## 人物
1932年、東京生まれ。1955年、東京教育大学教育学部心理学科卒。1957年、同大学院心理学科修士課程修了。1961年10月、米国クラーク大学大学院博士課程修了、Ph.D.。東海大学文学部広報学科助教授、1973年、教授。1998年、定年、名誉教授。
2003年9月23日、肺炎のため死去。

## 著書

### 単著
- 『言語心理学 コミュニケーションの心理的基礎』誠信書房　1964
- 『ことばの心理学』1965　中公新書
- 『心理学入門』林貞子共著　東海大学出版会　1967
- 『ことばの生態 情報時代のコミュニケーション』日本放送出版協会　1968　NHKブックス
- 『新社会心理学』東海大学出版会　1969
- 『ことばと人間関係』1971　講談社現代新書
- 『地方公務員のための社会心理学の知識』帝国地方行政学会　1972
- 『環境心理学への道』日本放送出版協会　1974　NHKブックス
- 『話しことば その仕組と展開』1981　中公新書
- 『言語心理学のすすめ』大修館書店　1983
- 『日本人の集団心理』1986　新潮選書
- 『権力はいかにしてつくられるか』1993　新潮選書
- 『丸山眞男の世界』近代文芸社　1998
- 『失われた時代を求めて ある戦中期の回想』元就出版社　2001
- 『思考と文化』2001　近代文芸社新書

### 翻訳
- G.W.オルポート『人格心理学』今田恵監訳 星野命,今田寛共訳　誠信書房　1968
- エマヌエル・リンゲルブルム『ワルシャワ・ゲットー 捕囚1940-42のノート』大島かおり共訳　みすず書房　1982

## 論文
- 「最近における Piaget 心理学の発展」 『心理学研究』 第34巻 1964
- 「Werner の発達理論の展開とその影響-故 Heinz Werner 先生の業績を偲びつつ」 『心理学評論』 第9巻 1号 1965
- 「諸科学の統合とその危惧について」 『東洋哲学研究』 第10巻 1号 1971
- "Psychology founded on Japanese wisdom", Contemporary Psychology , Amricann Psychological Association, Vol. 7, No. 7, 1972
- 「フロイトの文明論とその現代的意義」 斎藤博編 『文明理論への試み』 東海大学出版会 1973
- 「発想別分類による言語心理学的研究」 『発想別英語会話教授法』 日本放送出版協会 1973
- 「人口学的見地からみた子ども観」 『教育と医学』 第22巻 1号 1974
- 「思考・言語」 依田新ほか編 『読書案内の心理学』 社会思想社 1975
- 「言語と認識」 波多野完治ほか編 『思考心理学』 大日本図書 1976
- 「ことばとことば以前」 『望星』 第9巻 2号 1978
- 「ナチス占領下におけるポーランド語彙の研究」 『東海大学文学部紀要』 第1号 - 3号 1979 - 1981
- 「情報化時代の盲点-真のコミュニケーションを考える」 『望星』 第11巻 8号 1980
- 「記号論・表出論の系譜」 『理想』 第597号 1983
- 「対語構造の言語心理学的分析とそのモデルの開発」 (昭和58年度文部省科学研究費研究成果報告書) 1983
- 「表現選択の心理学」 水谷修編 『講座 日本語の表現 1. 表現の基礎』 筑摩書房 1985
- 「戦前・戦中の投書と社会情勢」 『言語生活』 第431化巻 12月号 1987
- 「対話構造の特性分析と対話の成立を規定する諸要因に関する言語心理学的研究」 (昭和59・60年度文部省科学研究費研究成果報告書) 1986
- "Theory, politics and strategies in solving international conflicts", In Processings of the 24th International Congress of Psychology, Vol. 8, Elsevier Science Publishers, 1989
- 「対話における概念の因果構造の分析」 (昭和63年度文部省科学研究費研究成果報告書) 1990
- "L'influence d' Aristote sur la pensée japonaise contemporaine", In Penser avec Aristote, (UNESCO ed.) Toulouse Editions Éres , France, 1991
- "Some thoughts on the arrangement of conflict resolution at the time of world transition", 『平和研究 ニュースレター』 第12号 1993
- 「言語行動における概念間の機能的依存性に関する心理学的研究」 (平成 3・4 年度文部省科学研究費研究成果報告書) 1993
- 「日本型民主主義と戦後50年」 『公明』 第396号 1994
- "The emergence of the Hosokawa coalition: A significant break in the continuity of Japanese politics", Japan Forum, Oxford University Press, Vol. 6, No. 1, 1994
- 「もののカテゴリー化に関する比較文化的研究 (1)(2)(3)」 『東海大学文学部紀要』 第66輯 - 67輯 1996 - 1997
- 「文化固有の図形判断枠に関する言語心理学的研究」 (平成 7 - 9 年度文部省科学研究費研究成果報告書) 1998
- 「将来世代への和合の世界の構築に向けて-新千年紀へのおもい」 新世紀へのおもい京都フォーラム発行 2002

## 参考
- 『失われた時代を求めて―ある戦中期の回想』 - 紀伊国屋書店
- 大泉溥 編『日本心理学者事典』クレス出版、2003年。ISBN 4-87733-171-9。